# Предсказание (фильм, 1993)
«Предсказа́ние» — российско-французский художественный фильм Эльдара Рязанова 1993 года.

## Сюжет
Цыганка нагадала главному герою, известному пожилому писателю Горюнову, удивительную встречу, большую любовь и смерть через 24 часа. Предсказания начинают стремительно сбываться. Сначала герой встречает у себя дома молодого мужчину, который оказывается воплощением самого Горюнова в молодости. Затем находит настоящую любовь. Горюнов хочет отомстить за смерть своего отца. Много лет назад его отец был убит агентом КГБ, неким Поплавским, химиком, специализирующимся на отравлениях. Будучи попутчиком в поезде, Поплавский вступал в контакт с людьми, на которых охотилась советская тайная полиция, и отравлял их, чтобы их смерть выглядела как сердечный приступ или инсульт.
В последний день жизни он воскрешает своё прошлое и вновь обретает утраченный смысл бытия.

## В ролях
- Олег Басилашвили — Олег Владимирович Горюнов
- Ирен Жакоб — Люда Егорова (дублирует Анна Каменкова)
- Андрей Соколов — Олег Горюнов в молодости
- Алексей Жарков — Игорь Петрович Поплавский, учёный, агент спецслужбы, убивший отца Горюнова в начале 1950-х
- Александр Пашутин — проводник «Красной стрелы»
- Роман Карцев — патриот-антикоммунист
- Каролин Сиоль — Оксана, вторая жена Горюнова
- Ирэна Морозова — цыганка-предсказательница на вокзале
- Ирина Некрасова — цыганка-предсказательница в аэропорту
- Михаил Пярн — член партии русских патриотов
- Сергей Степанченко — таксист
- Виктор Ельцов — следователь
- Александр Резалин — человек на кладбище
- Зоя Зелинская — эпизод

## Съёмочная группа
- Сценарист и режиссёр: Эльдар Рязанов
- Оператор: Валерий Шувалов
- Художник: Алексей Аксёнов
- Композитор: Андрей Петров
- Звукорежиссёр: Семён Литвинов
- Продюсер: Виктор Глухов

## Производство
Ещё в конце 1980-х годов Рязанов написал стихи, где есть строки:

Но невозможно без конца черпать —
Колодец не бездонным оказался.
А я привык давать, давать, давать!..
И, очевидно, вдрызг поиздержался.
Проснусь под утро… Долго не засну…
О, как сдавать позиции обидно!
Но то, что потихоньку я тону,
Покамест никому ещё не видно.

Начало 1990-х годов усугубило рязановский кризис. «Небеса обетованные» дались ценой огромных затрат нервов и сил. Тяжелейшим ударом для Рязанова стала смерть второй жены, Нины. Но потом Рязанов решил, что мрачное «Предсказание» можно перенести на экран, и на главную роль пригласил парижанку Ирен Жакоб, которая попросила показать ей прежние работы Рязанова. Посмотрев несколько фильмов, она немедленно дала согласие. Потом она призналась, что в тот момент переживала серьёзный душевный кризис, и картины российского режиссёра вернули её к жизни, придав новых сил. «Предсказание» принесло Жакоб номинацию на «Нику». Съёмки фильма начались в октябре 1992 года.
Фильм поставлен по одноимённой повести Рязанова, написанной в 1990 и впервые опубликованной в 1991 году. Сама повесть с таким же названием появляется в фильме как повесть, написанная молодым повторением главного героя. Песню в конце фильма (также на стихи Э. Рязанова) исполняет Александр Малинин.
Согласно книге Рязанова «Неподведённые итоги», в главном герое Горюнове проглядываются биографические детали, черты характера, истории и случаи, взятые из жизненного опыта В. Аксёнова и Б. Васильева, В. Войновича и Ю. Трифонова, Б. Окуджавы и Г. Горина.
Сцена с патриотом-антикоммунистом, которого изобразил Роман Карцев, действительно происходила, но с лётчиком-испытателем и писателем Марком Галлаем:

Дело было в первые так называемые перестроечные годы. Мы с женой и её братом собирались ехать на дачу, как вдруг позвонил телефон — младший брат моего покойного друга и коллеги Петра Ф. сказал, что должен безотлагательно повидаться со мной. 〈…〉
Через некоторое время появился Алексей. Мы сели, и он начал с того, что положение в стране оставляет желать много лучшего, и далее развил тему:
— Руководство страны явно не отдаёт себе отчёта в остроте ситуации. Нужны энергичные меры, которые привлекли бы к себе его внимание. Поэтому было бы в высшей степени полезно, если бы вы, Герой Советского Союза и обладатель ряда степеней и званий, вышли на Красную площадь, облили себя бензином и сожгли.
В первый момент я оторопел, но, придя в себя, сказал, что идея мне очень нравится, но почему бы самому автору не реализовать её?
— Моё самосожжение должного эффекта не произведёт, — решительно отпарировал собеседник.
〈…〉 Вскоре я рассказал об этом, скажем прямо, оригинальном визите Эльдару Рязанову. Думал просто его немного развлечь, но Эльдар, будучи человеком деловым, использовал его и в своей повести «Предсказание», и в сценарии одноимённого фильма.